# Claude Larre
Claude Larre, né le 28 août 1919 à Pau (France) et décédé à Paris le 14 décembre 2001, est un prêtre jésuite français, missionnaire en Chine et sinologue français. Après son retour en France (1966) il est un des fondateurs de l'Institut Ricci et collabore au grand dictionnaire chinois-Français.

## Biographie
Né le 28 août 1919 à Pau (Basses-Pyrénées), Claude Larre entre en 1939 dans la Compagnie de Jésus, après des études de droit à Paris.
Parti en 1947 pour la  Chine en même temps que deux autres missionnaires et sinologues, Yves Hervouet et Jean Lefeuvre, il étudie la langue et la culture chinoise. Il est ordonné prêtre catholique en 1952 à Shanghai. Peu après il est expulsé du pays par le régime communiste. Il séjourne ensuite à Hong-Kong, aux Philippines, au Japon, et surtout 9 ans au Vietnam, où il est professeur à l'université de Saïgon et dirige l'Ecole jésuite de langue vietnamienne.
De retour à Paris en 1966, il passe une thèse en sinologie (Sur le traité VII du Huainanzi), puis devient professeur de philosophie chinoise à l'École pratique des hautes études, au Centre Sèvres et à l'Institut catholique de Paris.
En 1971, il fonde l'Institut Ricci, puis en 1976 l'École européenne d'acupuncture. Au cours de nombreux voyages à Taïwan, Claude Larre assure la coordination des deux Instituts Ricci (Paris et Taïpei), et participe à l'élaboration du Grand dictionnaire Ricci, le dictionnaire chinois-français le plus complet jamais réalisé. En 1999, publication du Petit Ricci, puis juste après sa mort du Grand Ricci.

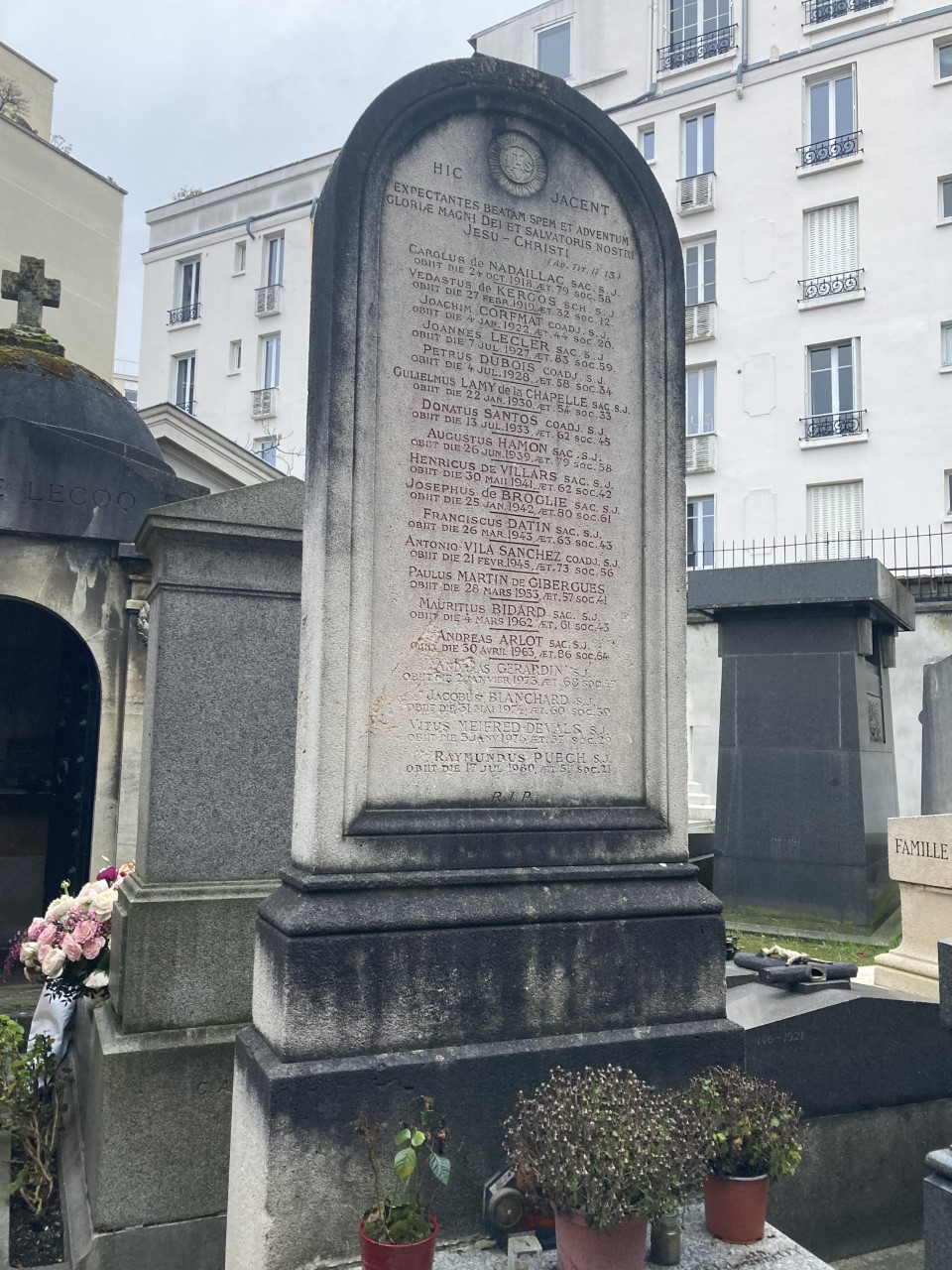
Sépulture au cimetière de Passy.

Il meurt à Paris le 14 décembre 2001 . Il est enterré dans le caveau des Jésuites du cimetière de Passy.
Son approche de la sinologie procède à la fois de préoccupations philologiques et linguistiques, mais aussi d'une compréhension pratique de la culture chinoise.

## Écrits
- Traduction et commentaires du Taoteking, Desclée de Brouwer, 1977, rééd. 2002
- en collaboration avec Élisabeth Rochat de La Vallée et Isabelle Robinet, traduction commentée Les Grands Traités du Huainanzi, Les Éditions du Cerf, 1992  (ISBN 2-204-04652-3)  et Institut Ricci  (ISBN 2-9505602-2-9)
- en collaboration avec Jean Schatz, Structures de l'acupuncture traditionnelle, Maisonneuve 1979, rééd. Desclée De Brouwer 1994.
- Les Chinois (rééd. Philippe Auzou 1998).
- Trois racines dans un jardin (La Joie de lire, 2000).
- nombreux fascicules de traductions et commentaires de classiques chinois, Institut Ricci de Paris.
- Un des maîtres d'œuvre du dictionnaire Ricci de la langue chinoise, Institut Ricci.

## Source
- Jean-Pierre Duteil, Les jésuites, histoire et dictionnaire, Paris, Bouquins éditions, 2022  (ISBN 978-2-38292-305-4), p. 804-805
- Léon Vandermeersch, « Claude LARRE (1919-2001) : Notice nécrologique », Lettre d'information de l'Association française d'études chinoises, no 33,‎ février 2002 (lire en ligne)